# Афам Акрам
Мохамед Афам Акрам (там. அபாம் அக்ரம், син.: අෆාම් අක්‍රම්ගේ; нар. 11 серпня 1998, Коломбо, Шрі-Ланка) — ланкіський футболіст, нападник клубу «Реновн».

## Клубна кар'єра
Футбольну кар'єру розпочав у 2015 році у клубі «Джава Лейн», наступного року перейшов до «Реновн».

## Кар'єра в збірній
У 2015 році зіграв 3 матчі (2 голи) за юнацьку збірну Шрі-Ланки U-19.
За головну команду дебютував у програному (0:4) поєдинку проти Камбоджі. Афам вийшов на поле на початку другого тайму, замінивши Субаша Мадушана, проте отримав травму й на 62-й хвилині його замінив Ратхнаяке Наваратхна Варакагода.

## Статистика у збірній
Станом на 31 травня 2017.
| Національна збірна | Рік     | Матчі | Голи |
| ------------------ | ------- | ----- | ---- |
| Шрі-Ланка          | 2016    | 1     | 0    |
| Шрі-Ланка          | 2017    | 0     | 0    |
| Загалом            | Загалом | 1     | 0    |